# Bùi Kim Giai
Bùi Kim Giai (tiếng Trung giản thể: 裴金佳, bính âm Hán ngữ: Péi Jīn Jiā, sinh tháng 8 năm 1963, người Hán) là chính trị gia nước Cộng hòa Nhân dân Trung Hoa. Ông là Ủy viên Ủy ban Trung ương Đảng Cộng sản Trung Quốc khóa XX, Ủy viên dự khuyết khóa XIX, Bí thư Đảng tổ, Bộ trưởng Bộ Cựu chiến binh. Ông nguyên là Phó Chủ nhiệm Văn phòng sự vụ Đài Loan, Văn phòng công tác Đài Loan Trung ương; Thường vụ Tỉnh ủy Phúc Kiến, Bí thư Thành ủy thành phố Hạ Môn.
Bùi Kim Giai là đảng viên Đảng Cộng sản Trung Quốc, học vị Cử nhân Kinh tế và Tài chính. Ông có thời gian dài công tác ở quê nhà Phúc Kiến trước khi được điều chuyển tới cương vị mới.

## Xuất thân và giáo dục
Bùi Kim Giai sinh tháng 8 năm 1963 tại huyện An Khê, địa cấp thị Tuyền Châu, tỉnh Phúc Kiến, Cộng hòa Nhân dân Trung Hoa, lớn lên và tốt nghiệp phổ thông ở quê nhà. Tháng 9 năm 1982, ông theo học Trường Kinh tế và Tài chính Tập Mỹ (nay là Đại học Tập Mỹ) ở Hạ Môn, tốt nghiệp cao đẳng này vào tháng 7 năm 1984. Sau đó, từ tháng 9 năm 1985 đến tháng 6 năm 1988, ông theo học dưới dạng tự học và khảo thí ở Đại học Hạ Môn, nhận bằng Cử nhân Kinh tế và Tài chính. Ông tham gia các khóa nghiên cứu đại học, sau đại học gồm nghiên cứu quản lý kinh tế giai đoạn 1994–96 tại Trường Đảng Trung ương Đảng Cộng sản Trung Quốc; nghiên cứu kinh tế thế giới giai đoạn 1996–97 tại Đại học Hạ Môn. Ông được kết nạp Đảng Cộng sản Trung Quốc vào tháng 12 năm 1990.

## Sự nghiệp

### Phúc Kiến
Tháng 8 năm 1984, sau khi tốt nghiệp cao đẳng, Bùi Kim Giai bắt đầu sự nghiệp của mình khi được tuyển dụng làm cán bộ Cục Tài chính thành phố Hạ Môn, tỉnh Phúc Kiến. Là chuyên viên, ông tham gia hoạt động đoàn thanh niên của cục, được bầu làm Phó Bí thư rồi Bí thư Chi đoàn Cục Tài chính Hạ Môn. Tháng 12 năm 1990, ông được điều chuyển nhậm chức Phó Cục trưởng Cục Tài chính quận Khai Nguyên (nay là quận Tư Minh), thăng làm Cục trưởng từ tháng 5 năm 1992. Tháng 1 năm 1994, ông được bổ nhiệm làm Phó Quận trưởng quận Khai Nguyên, kiêm Cục trưởng Cục Tài chính, sau đó được bầu vào Thường vụ Quận ủy từ tháng 11 năm 1996. Tháng 1 năm 1999, ông là Phó Bí thư Quận ủy, Quận trưởng Khai Nguyên cho đến năm 2003.
Tháng 5 năm 2003, Quốc vụ viện phê chuẩn sáp nhập hai quận Khai Nguyên và Cổ Lãng Tử thành quận mới là Tư Minh, và đến tháng 9 cùng năm, Bùi Kim Giai trở thành Bí thư Quận ủy Tư Minh. Tháng 5 năm 2006, ông được bổ nhiệm làm Phó Thị trưởng Hạ Môn, giữ chức vụ này cho đến năm 2010. Tháng 4 năm 2010, ông được điều chuyển tới Nam Bình, làm Phó Bí thư Thị ủy, Thị trưởng Nam Bình, cấp chính sảnh, địa, là Bí thư Thị ủy từ tháng 12 năm 2011. Tháng 12 năm 2015, ông được điều trở lại Hạ Môn, là Phó Bí thư Thành ủy, Thị trưởng Hạ Môn, được bầu vào Ban Thường vụ Tỉnh ủy Phúc Kiến, thăng chức làm Bí thư Thành ủy Hạ Môn từ cuối năm 2016. Tính đến năm 2018, ông đã có 34 năm sự nghiệp công tác ở quê nhà Phúc Kiến của mình.

### Trung ương
Tháng 10 năm 2017, Bùi Kim Giai tham gia đại hội đại biểu toàn quốc, được bầu làm Ủy viên dự khuyết Ủy ban Trung ương Đảng Cộng sản Trung Quốc khóa XIX tại Đại hội Đảng Cộng sản Trung Quốc lần thứ 19. Tháng 11 năm 2018, ông được điều chuyển lên trung ương, nhậm chức Phó Chủ nhiệm Văn phòng sự vụ Đài Loan, Văn phòng Công tác Đài Loan của Trung ương Đảng. Tháng 4 năm 2022, Bộ Chính trị nhất trí điều chuyển ông tới Bộ Cựu chiến binh, bổ nhiệm ông làm Bí thư Đảng tổ từ ngày 30 tháng 4, được Tổng lý Lý Khắc Cường đề nghị Nhân Đại phê chuẩn bổ nhiệm ông làm Bộ trưởng Bộ Cựu chiến binh, chính thức từ ngày 24 tháng 6. Cuối năm 2022, ông tham gia Đại hội Đảng Cộng sản Trung Quốc lần thứ XX từ đoàn đại biểu khối cơ quan trung ương Đảng và Nhà nước. Trong quá trình bầu cử tại đại hội, ông được bầu là Ủy viên Ủy ban Trung ương Đảng Cộng sản Trung Quốc khóa XX.